# Pictorina yerriyari
Pictorina yerriyari är en insektsart som beskrevs av Otte, D. och R.D. Alexander 1983. Pictorina yerriyari ingår i släktet Pictorina och familjen syrsor. Inga underarter finns listade i Catalogue of Life.